# 河口镇 (江油市)
河口镇，是中华人民共和国四川省绵阳市江油市下辖的一个乡镇级行政单位。2019年12月27日，四川省人民政府批复同意撤销重兴乡，将其所辖行政区域划归河口镇管辖，河口镇人民政府驻工农街54号。

## 行政区划
河口镇下辖以下地区：
三千米社区、燕子村、文星村、石寨村、石佛村、统一村、圣马村、合龙村和宏江村。